# Sara Bals
Sara Bals, née en 25 août 1977 à Anvers, est une scientifique belge spécialisée dans les nanosciences. Elle mène des recherches sur la tomographie électronique et son application dans l'étude des nanomatériaux tels que les nanocristaux de pérovskite. Elle est professeure de microscopie électronique pour la science des matériaux à l'Université d'Anvers.

## Formation et carrière
Sara Bals est née le 25 août 1977 à Anvers. Elle fait des études en physique à l'Université d'Anvers, obtient une maîtrise en 1999 et y termine un doctorat en 2003, avec une thèse intitulée Optimisation of superconducting thin films and tapes by transmission electron microscopy . 
Après des recherches postdoctorales au Centre national de miscroscopie électronique (en) du Laboratoire national Lawrence Berkeley et à l'Université d'Anvers, elle devient professeure assistante à l'Université d'Anvers en 2007. 
Elle devient professeure agrégée en 2012 et professeure titulaire en 2018. 
Depuis 2015, elle est porte-parole de EMAT, European Microscopy for Material Science, groupe de recherche de l'université d'Anvers et, depuis 2020, elle est porte-parole du Nanolab Center of Excellence. Ses recherches portent sur la tomographie électronique appliquée aux nanomatériaux fonctionnels. La structure 3D des nanomatériaux détermine leurs propriétés et a un grand impact sur les applications médicales et optiques ainsi que dans le domaine de la catalyse. 

## Distinctions
En 2013, Sara Bals obtient une bourse ERC Starting Grant intitulée Coloring Atoms in 3 Dimensions.
En 2016, elle est lauréate de la classe "sciences naturelles" de l'Académie royale flamande de Belgique pour les sciences et les arts.
En 2017, elle est nommée professeure de recherche Franqui par la Fondation Francqui.
En 2019, elle obtient une nouvelle bourse ERC Consolidator grant pour 3D Structure of nanomaterials under realistic conditions. 
La même année, elle est élue à l' Académie royale flamande de Belgique pour les sciences et les arts en 2019. 
En 2020, elle remporte le prix EM pour les sciences physiques/des matériaux et l'optique, décerné tous les quatre ans par la Société européenne de microscopie (en) , pour « ses réalisations exceptionnelles dans le domaine de la tomographie électronique 3D [...],  combinant la microscopie électronique de pointe avec des algorithmes de reconstruction avancés ».